# André Ferreira da Silva
André Ferreira da Silva (sinh ngày 9 tháng 4 năm 1980) là một cầu thủ bóng đá người Brasil.

## Sự nghiệp câu lạc bộ
André Ferreira da Silva đã từng chơi cho Montedio Yamagata.